# Trichoderma fertile
Trichoderma fertile is een schimmel die behoort tot de orde Hypocreales van de ascomyceten. De schimmel komt zowel in de grond als in plantenweefsel voor. en breekt in de grond biotische polymeren af. Het aantal chromosomen is n = 30.
De vertakte conidioforen dragen aan de top slanke, 5,2-6,5 µm lange en 3,5-4,7 µm brede fialiden. De groene, 3,5-4,0 × 2,5-3,0 µm grote conidia zijn ellipsvormig en hebben gladde wanden.

## Gebruik als fungicide
Bepaalde Trichoderma fertile stammen worden gebruikt als een fungicide bij de onderdrukking van wortelschimmels, zoals Rhizoctonia solani, Pythium spp., Sclerotinia spp., Fusarium spp. en Phytophtora.